# Saint-Hilaire-de-Lavit

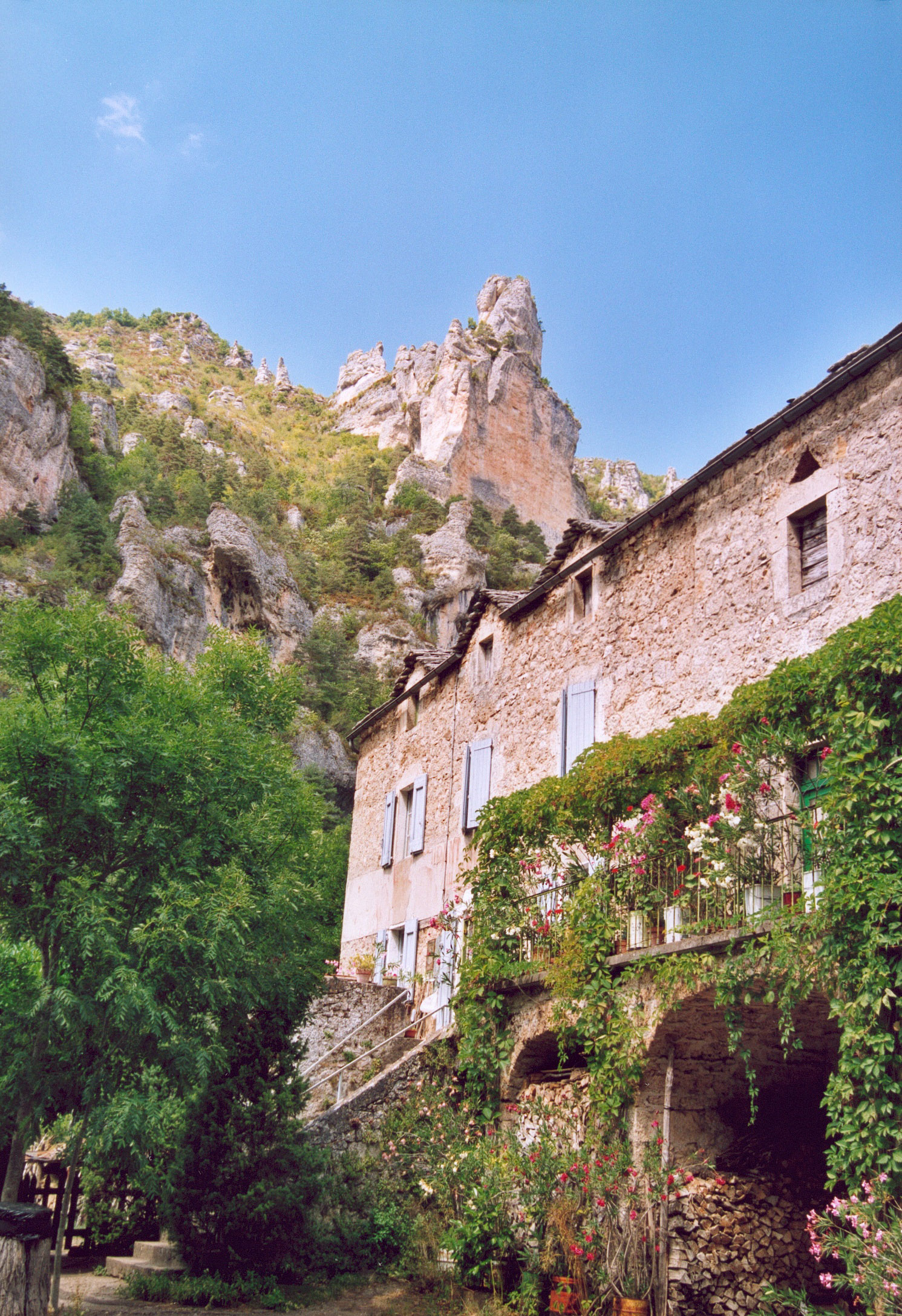
Saint-Hilaire-de-Lavit, 2005

Saint-Hilaire-de-Lavit – miejscowość i gmina we Francji, w regionie Oksytania, w departamencie Lozère.
Według danych na rok 1990 gminę zamieszkiwały 72 osoby, a gęstość zaludnienia wynosiła 7 osób/km² (wśród 1545 gmin Langwedocji-Roussillon Saint-Hilaire-de-Lavit plasuje się na 829. miejscu pod względem liczby ludności, natomiast pod względem powierzchni na miejscu 740.).

## Populacja

Populacja Saint-Hilaire-de-Lavit w latach 1962–2008